# Wir waren so verliebt
Der italienische Spielfilm Wir waren so verliebt (C’eravamo tanto amati) trägt alternativ auch den Fernsehtitel Wir hatten uns so geliebt. Ettore Scola inszenierte ihn 1974 mit den Schauspielern Stefania Sandrelli, Nino Manfredi und Vittorio Gassman, nach einem Buch, das er mit dem Duo Age & Scarpelli verfasste. In wehmütigem Ton und mit komödiantischen Szenen erzählt er, als lange Rückblende über drei Jahrzehnte, vom Leben und den enttäuschten Jugendhoffnungen dreier Männer und der zwischen ihnen stehenden Frau. Thematisiert wird der Konflikt italienischer Linker in den Nachkriegsjahrzehnten zwischen ihren Idealen und der Anpassung an die Wirklichkeit.

## Handlung
Im Zweiten Weltkrieg sind die drei jungen Italiener Antonio, Gianni und Nicola Partisanen. Sie riskieren ihr Leben, um ihr Land von den Deutschen zu befreien, und werden die besten Freunde. Nach dem Krieg träumen die Idealisten von der Verwirklichung einer gerechten Gesellschaft. Antonio findet in der schönen Luciana seine große Liebe. Kaum hat er sie Gianni vorgestellt, sieht sich dieser vor die Wahl gestellt: Freundschaft oder Liebe. 
Gianni bricht mit Antonio und spannt ihm Luciana aus. Trotz anfänglicher ideeller Vorbehalte, als Anwalt für einen am Rande der Legalität operierenden, schwerreichen Bauunternehmer zu arbeiten, wird er dessen zweite Hand. Er trennt sich von Luciana, die darauf mit einem Selbstmordversuch reagiert, und heiratet Elide, die Tochter des Magnaten. 
Nicola hingegen hält eisern an seinen sozialistischen Idealen fest und verliert darob seine Anstellung. Seine Frau, die er nicht mehr versorgen kann, verlässt ihn samt Sohn. Umso ungehinderter kann er seiner Leidenschaft für neorealistische Filmkunst frönen. Luciana kehrt zu Antonio zurück, doch als er sie mit Nicola bekanntmacht, wiederholt sich sein Leiden. Luciana bleibt nicht lange bei Nicola und versucht sich ohne Erfolg in der Filmbranche. Nach einigen Jahren trifft sie wieder auf Antonio, der als niedrig gestellter Krankenpfleger arbeitet. Sie heiraten und gründen eine Familie. 
Gianni steigt im Imperium seines Chefs auf und wird dabei immer einsamer. Elide, seine Frau, hält seine Verständnislosigkeit ihr gegenüber nicht aus und tötet sich durch einen Verkehrsunfall. 25 Jahre nach ihrem Auseinandergehen begegnet Antonio zufällig Gianni und hält ihn für einen Parkwächter. Tags darauf treffen sie sich zu einem Abendessen mit Nicola. Während Antonio und Nicola es nicht bereuen, ihre Ideale behalten zu haben, bringt es Gianni nicht über sich, ihnen seinen sozialen Status zu gestehen. Erst als sie ihm am nächsten Tag seinen vergessenen Führerschein vorbeibringen wollen, erkennen sie, welchen Lebensweg er zurückgelegt hat.

## Kritik
Das Lexikon des internationalen Films schrieb: „Schwungvolle, unterhaltsame und elegante Tragikomödie, die ihren bitteren Tenor mit satirischen Zwischentönen ausbalanciert.“

## Auszeichnungen
Aldo Fabrizi erhielt den Preis der italienischen Filmkritik, das Nastro d’Argento, als bester Nebendarsteller.